# Salvia arborescens
Salvia arborescens es una planta herbácea perteneciente a la familia de las lamiáceas. Es originaria de la Hispaniola.

## Usos
En la República Dominicana se usas las hojas contra la diarrea aunque se debe tener precaución porque tiene componentes alucinógenos.

## Taxonomía
Salvia arborescens fue descrita por Urb. & Ekman y publicado en Arkiv för Botanik utgivet av K. Svenska Vetenskapsakademien 20A(15): 91. 1926.
Etimología
Ver: Salvia
arborescens: epíteto latino que significa "como un árbol".
Sinonimia
- Salvia arborescens var. dolichocarpa Urb.[4][5]